# Kanton Martigues
Martigues is een kanton van het Franse departement Bouches-du-Rhône. Het kanton maakt deel uit van het arrondissement Istres. In 2018 telde het 64.989 inwoners.

Het kanton werd gevormd ingevolge het decreet van 27 februari 2014 met uitwerking op 22 maart 2015, met Martigues als hoofdplaats.

## Gemeenten
Het kanton omvat volgende gemeenten :
- Martigues
- Port-de-Bouc